# 木原三四郎
木原 三四郎（きはら さんしろう、2003年1月20日 - ）は、ジャパンラグビーリーグワンの東京サントリーサンゴリアスに所属するラグビーユニオン選手。

## 来歴
つくしヤングラガーズ（福岡県）に所属し、2017年に第8回全国中学生ラグビーフットボール大会（太陽生命カップ）に出場した。
東福岡高等学校を経て、専修大学に入学。専修大学ラグビー部では、4年次に主将を務めた。
大学4年の2025年1月、アーリーエントリーで東京サントリーサンゴリアスに加入した。同年3月2日に行われたJAPAN RUGBY LEAGUE ONE第10節交流戦横浜イーグルス戦にて途中出場でリーグワン公式戦初出場を果たした。同月、専修大学卒業。